# Атлетика на Летњим олимпијским играма 2016 — штафета 4 × 100 метара за мушкарце
Штафетна трка 4 х 100 метара за мушкарце, била је једна од 47 дисциплина атлетског програма на Летњим олимпијским играма 2016. у Рио де Женеиру, Бразил. Такмичење је одржано од 18. и 19. августа на Олимпијском стадиону Жоао Авеланж.
Титулу олимпијског победника са Олимпијских игара у Лондону 2012 одбранила је штафета Јамајке.

## Учесници
Учествовало је 16 штафета, из исто толико земаља.
| - Антигва и Барбуда - Бразил - Доминиканска Република - Јамајка - Јапан - Канада | - Кина - Куба - Немачка - Сент Китс и Невис - Сједињене Америчке Државе | - Тринидад и Тобаго - Турска - Уједињено Краљевство - Француска - Холандија |

## Квалификације
У трци штафета на Олимписким играма 2016. може учествовати 16 штафета. Првих осам штафета са Светског првенства у тркама штафета 2015. (одржаном у Насау на Бахамима од 2—3. маја 2015) директно су се кавалификовале за Олимпијске игре. Преосталих осам се квалификују на сладаћи начин: шест према ИААФ Светској ранг листи од 12. јула 2016. и два најбоље на истој листи на крају 2015. године

## Систем такмичења
Такмичње у овој дисциплини је орджанао у два дана. Првог дана у квалификацијама се учествовале све штафете које су постигле квалификационе норме. подељене у две групе из којих су се по 3 најбрже из сваке групе и две према постигнутом резултату пласирале у финале.

## Такмичење
Пре почетка такмичења највећи фаворит била је штафета Јамајке светски првак на Светског првенства 2015. у Пекингу, олимпијски победник са претходних Игара у Лондону, светски и олимпијски рекордер. Главни конкурент била јој је штафета САД, упркос чињеници да је на Играма 2012. дисквалификована због допинга, а на Светском купу 2015. због испадања штафетне палице. Остали кандидати за медаље, биле су штафете  Уједињеног Краљевства, Тринидада и Тобага, Француске и Кине.
На крају такимичења штафета Јамајке освојила је златну медаљу, трећи пут заредом, а Јусејн Болт 9. златну медаљу и постао први такмичар у историји који је успео да на олимпијским играма победи на 100, 200 метара и шрафети 4 х 100 метара.
У току такмичења постављена су 3 континетална рекорда (Кина и Јапан 2 пута) и 5 националних рекорда.

## Рекорди пре почетка такмичења
Стање 17. август 2016.
| Светски рекорд          | 36,84 | Јамајка Неста Картер, Мајкл Фрејтер, Јохан Блејк, Јусејн Болт                | Јамајка              | Лондон, Уједињено Краљевство | 11. август 2012. |
| Олимпијски рекорд       | 36,84 | Јамајка Неста Картер, Мајкл Фрејтер, Јохан Блејк, Јусејн Болт                | Јамајка              | Лондон, Уједињено Краљевство | 11. август 2012. |
| Најбољи резултат сезоне | 37,78 | Уједињено Краљевство Џејмс Дасаолу, Адам Џемили, Џејмс Елингтон, Чиџинду Уџа | Уједињено Краљевство | Лондон, Уједињено Краљевство | 23. јун 2016.    |

## Сатница такмичења
Сатница такмичења на сајту ИААФ
| Датум                     | (UTC-3) | (UTC+2)           | Ниво          |
| ------------------------- | ------- | ----------------- | ------------- |
| Четвртак 18. август, 2016 | 11.40   | 15.40             | Квалификације |
| Петак 19. август, 2016.   | 22.35   | 2.35 (20. август) | Финале        |

## Освајачи медаља
|                                                                                                   |                                                                    |                                                                                      |
| Асафа Пауел · Јохан Блејк · Никел Ашмид · Јусејн Болт · Џевон Минзи* · Кемар Бејли Кол* · Јамајка | Рјота Јамагата · Шота Изука · Јошиде Кирју · Асука Кембриџ · Јапан | Аким Хејнз · Арон Браун · Брендон Родни · Андре де Грас · Моболаде Аџомале* · Канада |

* Такмичари обележени звездицом су трчали у квалификацијама, не и у финалу.

## Резултати

### Квалификације
У финале су се пласирале по 3 првопласиране штафете из обе квалификационе групе (КВ) и две штафете на основу постигнутог резултату у квалификацијама (кв).,
| Место | Група | Стаза | Земља                  | Састав штафете                                                              | НР    | Резултат | Белешка |
| ----- | ----- | ----- | ---------------------- | --------------------------------------------------------------------------- | ----- | -------- | ------- |
| 1.    | 1     | 3     | САД                    | Мајк Роџерс, Кристијан Колеман, Тајсон Геј, Џаријус Лосон                   | 27,38 | 37,65    | КВ, НРС |
| 2.    | 2     | 6     | Јапан                  | Рјота Јамагата, Шота Изука, Јошиде Кирју, Асука Кембриџ                     | 38,03 | 37,68    | КВ, АЗР |
| 3.    | 1     | 4     | Кина                   | Танг Сингћанг, Сје Џенје, Су Бингтјен, Џанг Пјеменг                         | 37,92 | 37,82    | КВ, АЗР |
| 4.    | 2     | 4     | Канада                 | Аким Хејнз, Арон Браун, Брендон Родни, Моболаде Аџомале                     | 37,69 | 38,05    | КВ, НРС |
| 5.    | 1     | 6     | Јамајка                | Џевон Минзи, Асафа Пауел, Никел Ашмид Кемар Бејли Kemar Bailey-Коул         | 36,84 | 37,39    | КВ, НРС |
| 6.    | 1     | 4     | Тринидад и Тобаго      | Кестон Бледман, Рондел Сориљо, Емануел Календер, Ричард Томпсон             | 37,62 | 37,96    | КВ, НРС |
| 7.    | 2     | 1     | Уједињено Краљевство   | Ричард Килти, Хари Ејкинс-Аритеј, Џејмс Елингтон, Чиџинду Уџа               | 37,73 | 38,06    | кв      |
| 8.    | 2     | 8     | Бразил                 | Рикардо де Соза, Виктор Уго дос Сантос, Бруно де Барос, Жорже Видес         | 37,90 | 38,19    | кв, НРС |
| 9.    | 2     | 4     | Немачка                | Јулијан Ројс, Свен Книпфалс, Роберт Херинг, Лукас Јакупчик                  | 38,02 | 38,26    |         |
| 10.   | 1     | 6     | Турска                 | Изет Сафер, Жак Али Харви, Emre Zafer Barnes, Рамил Гулијев                 | 38,31 | 38,30    | НР      |
| 11.   | 1     | 7     | Француска              | Марвин Рене, Стуарт Дитамби, Микел-Меба Зезе, Жими Вико                     | 37,79 | 38,35    | НРС     |
| 12.   | 1     | 8     | Антигва и Барбуда      | Чавон Волш, Cejhae Greene, Џаред Џарвис, Тахир Волш                         | 38,01 | 38,44    | НРС     |
| 13.   | 2     | 5     | Куба                   | Сесар Руиз, Roberto Skyers, Reynier Mena, Yaniel Carrero                    | 38,00 | 38,47    |         |
| 14.   | 2     | 2     | Холандија              | Solomon Bockarie, Хенсли Паулина, Лимарвин Боневасија, Ђовани Кодрингтон    | 38,20 | 38,53    |         |
| 15.   | 1     | 5     | Сент Китс и Невис      | Џејсон Роџерс, Ким Колинс, Алистер Кларк, Антоан Адамс                      | 38,41 | 39,81    |         |
| –     | 1     | 1     | Доминиканска Република | Mayobanex de Oleo, Yohandris Andújar, Stanly del Carmen, Јанкарлос Мартинез | 38,52 | ДИСК     | 162.7   |

### Финале
| Место | Стаза | Атлетичар            | Земља                                                               | Резултат | Белешка |
| ----- | ----- | -------------------- | ------------------------------------------------------------------- | -------- | ------- |
|       | 4     | Јамајка              | Асафа Пауел,Јохан Блејк, Никел Ашмид, Јусејн Болт                   | 37,27    | НРС     |
|       | 5     | Јапан                | Рјота Јамагата, Шота Изука, Јошиде Кирју, Асука Кембриџ             | 37,60    | АЗР     |
|       | 7     | Канада               | Аким Хејнз, Арон Браун, Брендон Родни, Андре де Грас                | 37,64    | НР      |
| 4.    | 6     | Кина                 | Танг Сингћанг, Сје Џенје, Су Бингтјен, Џанг Пјеменг                 | 37,90    |         |
| 5.    | 1     | Уједињено Краљевство | Ричард Килти, Хари Ејкинс-Аритеј, Џејмс Елингтон, Адам Џемили       | 37,98    |         |
| 6.    | 2     | Бразил               | Рикардо де Соза, Виктор Уго дос Сантос, Бруно де Барос, Жорже Видес | 38,41    |         |
| –     | 8     | Тринидад и Тобаго    | Кестон Бледман, Рондел Сориљо, Емануел Календер, Ричард Томпсон     | ДИСК     | 163.3а  |
| –     | 3     | САД                  | Мајк Роџерс, Џастин Гатлин, Тајсон Геј, Трејвон Бромел              | ДИСК     | 170.7   |